# Guadalteba
Guadalteba est une comarque d'Espagne, dans la province de Malaga.

## Géographie
Guadalteba est située au Nord de la province de Malaga, et possédant une superficie de 722,58 km², entre les extrêmes des municipalités de Ronda, Álora et Antequera. Ses limites naturelles sont situées au nord de la plaine sévillane, au Sud de la Valle del Guadalhorce, et à l'ouest limitée par la forêt de Ronda et la Sierra de Cadix puis à l'Est avec la Vega de Antequera.

## Municipalités
- Almargen
- Ardales
- Campillos
- Cañete la Real
- Carratraca
- Cuevas del Becerro
- Sierra de Yeguas
- Teba